# ديمتري ماركوف
ديمتري ماركوف (بالإنجليزية: Dmitri Markov) هو منافس ألعاب قوى أسترالي، ولد في 14 مارس 1975 في فيتيبسك في روسيا البيضاء.

## وصلات خارجية
- ديمتري ماركوف على موقع الاتحاد الدولي لألعاب القوى (الإنجليزية)
- ديمتري ماركوف على موقع النتائج التاريخية لألعاب القوى الأسترالية (الإنجليزية)
- ديمتري ماركوف على موقع اللجنة الأولمبية الدولية (الإنجليزية)
- ديمتري ماركوف على موقع أوليمبيديا (الإنجليزية)
- ديمتري ماركوف على موقع اللجنة الأولمبية الأسترالية (الإنجليزية)
- ديمتري ماركوف على موقع اتحاد ألعاب الكومنولث (مؤرشف) (الإنجليزية)
- ديمتري ماركوف على موقع دورة ألعاب الكومنولث 2006 (مؤرشف) (الإنجليزية)